# Gish (альбом)
Gish — дебютный студийный альбом американской альтернативной рок-группы The Smashing Pumpkins, выпущенный 28 мая 1991 года на лейбле Caroline Records. Альбом был спродюсирован Бутчем Вигом и фронтменом Билли Корганом, причём последний описал Gish как «очень духовный альбом» и «альбом о духовном восхождении».
Несмотря на то, что изначально альбом достиг лишь 195-го места в Billboard 200 после своего выхода, Gish получил признание критиков, причём особая похвала была направлена на характерное психоделическое звучание группы. В итоге альбом был сертифицирован Американской ассоциацией звукозаписывающей индустрии (RIAA) как платиновый (в США было продано не менее миллиона копий), став одним из самых продаваемых независимых альбомов того времени. С тех пор он был признан многими изданиями одним из лучших рок-альбомов 1990-х, а в Pitchfork Media посчитали, что «без Gish, вероятно, не было бы Nevermind в том виде, в каком мы его знаем».

## Запись альбома
Gish был записан с декабря 1990 по март 1991 года в Smart Studios (студия Бутча Вига) в Мэдисоне, штат Висконсин, с бюджетом в 20 000 долларов. Виг и Корган работали вместе в качестве сопродюсеров. В то время Виг всё ещё был относительно неизвестным продюсером. Более длительный период записи и больший бюджет были беспрецедентными для Вига, который позже вспоминал: 

Корган хотел, чтобы всё звучало потрясающе, и посмотреть, как далеко он сможет зайти; по-настоящему потратить время на продюсирование и исполнение. Для меня это было находкой, потому что я привык делать записи для всех независимых лейблов, и у нас были бюджеты только на три или четыре дня. Имея такую роскошь, как часами подбирать тон гитары, настраивать барабаны или работать над гармониями и текстурными элементами… Я был на седьмом небе от счастья, думая, что нашёл брата по оружию, который хотел сподвигнуть меня, и который действительно хотел, чтобы я сподвиг его.
Использование массивного продюсерского стиля, напоминающего ELO и Queen, было необычным для инди-группы того времени. В то время как во многих альбомах того времени использовались сэмплирование и обработка ударных, Gish использовал необработанные записи ударных и требовательный, уникальный гитарный звук. Корган также исполнил почти все гитарные и басовые партии на пластинке, что было подтверждено Вигом в более позднем интервью.
Сессии над альбомом, длившиеся 30 рабочих дней, были оживлёнными по меркам Pumpkins, во многом из-за неопытности группы. Большинство басовых партий Д’арси Рецки и гитарных партий Джеймса Иха были перезаписаны Корганом с использованием их инструментов. Сессии записи оказали сильное давление на группу, причём Рецки позже прокомментировала, что она не знала, как группа пережила это, а Корган утверждал, что у него случился нервный срыв.
Что касается тематического содержания альбома, Корган позже скажет следующее: 

Альбом о боли и духовном восхождении. Люди спрашивают, политический ли это альбом. Это не политический альбом, это личный альбом. В каком—то странном смысле Gish почти как инструментальный альбом — просто так получилось, что на нём есть пение, но музыка во многих местах подавляет группу. Я пытался сказать о многих вещах, которые на самом деле не мог сказать, какими-то неосязаемыми, невыразимыми способами, так что я был способен сделать это с помощью музыки, но я не думаю, что я был способен сделать это словами.

## Музыка и композиция
В лирическом плане, Билли Корган хотел найти баланс между классическим роком групп, играющих тяжёлые риффы, таких как Black Sabbath и Led Zeppelin, и чувственностью и грацией альтернативных групп, таких как The Cure, Siouxsie and the Banshees и My Bloody Valentine: «Для нас это была попытка найти баланс между тем, что казалось тупым рифф-роком, и тем материалом, который нас действительно привлекал, выходящим из Великобритании, а затем мы соединили эти фрагменты с The Beatles где-то посередине». Такая песня, как «Rhinoceros», отражала этот баланс и то, чего хотел достичь Корган: «мы могли бы быть красивыми, милыми, психоделическими, а затем щёлкнуть выключателем и стать тяжёлыми и играть отрывистую ведущую роль». При сочинении песен Корган экспериментировал с приёмом ЛСД, чтобы получить психоделические ощущения: «ЛСД придал мне уверенности в том, что я могу попробовать эти вещи в каком-то странном акте с натянутым канатом».

## Название альбома
Альбом был назван в честь звезды немого кино, актрисы Лиллиан Гиш. В одном из интервью Корган объяснил: «Моя бабушка часто рассказывала мне, что одним из крупнейших событий в жизни городка, в котором она жила, был транзитный проезд Лилиан Гиш на поезде через него». Позже Корган рассказал, что первоначально планировал назвать альбом Fish (рус. Рыба), но сменил название, дабы избежать нежелательных ассоциаций с джем-группой Phish.

## Выпуск и переиздание
Первый мастеринг Gish на CD был сделан с цифровой аудиокассеты и появился на лейбле Caroline Records, дочерней компании Virgin Records. В 1994 году, после успеха следующего альбома Siamese Dream, альбом подвергся небольшому ремастерингу и редизайну и был переиздан на лейбле Virgin. В обоих изданиях в качестве мастеринг-инженера упоминается Хоуи Вайнберг. В 2008 году The Smashing Pumpkins анонсировали переиздание бокс-сета к 17-й годовщине альбома, который включал бы более старый бонусный материал, но в этом выпуске возникли задержки. После окончательных переговоров о правах, Gish был переиздан в ноябре 2011 года, будучи ремастированным на CD и виниле с дополнительными треками и упаковкой.

## Коммерческий успех
Gish провёл одну неделю в Billboard 200, достигнув 195-й строчки (позже, после переиздания в 2011 году, снова достиг 146-й строчки); однако альбом достиг первой строчки в чарте College Music Journal, который отслеживает трансляции и популярность на студенческих радиостанциях. Он также продержался шесть недель в чарте альбомов Новой Зеландии, достигнув 40-й строчки. Несмотря на неблагоприятное начало, альбом разошёлся тиражом в 100 000 копий менее чем за год, что намного превзошло ожидания инди-лейбла Caroline Records, дочерней компании Virgin Records. В США альбом был сертифицирован RIAA как золотой 14 марта 1994 года. До выхода альбома панк-группы The Offspring Smash в 1994 году Gish был самым продаваемым независимо выпущенным альбомом всех времён. Позже Gish был переиздан под лейблом Virgin и получил платиновый статус в США 5 февраля 1999 года.

## Отзывы критиков
| Оценки критиков                   | Оценки критиков |
| Источник                          | Оценка          |
| --------------------------------- | --------------- |
| AllMusic                          | [ 27 ]          |
| Chicago Tribune                   | [ 2 ]           |
| Encyclopedia of Popular Music     | [ 28 ]          |
| Entertainment Weekly              | B               |
| Los Angeles Times                 | [ 30 ]          |
| NME                               | 7/10            |
| Pitchfork                         | 8.3/10          |
| Q                                 | [ 33 ]          |
| The Rolling Stone Album Guide     | [ 34 ]          |
| Spin Alternative Record Guide     | 9/10            |
| Robert Christgau's Consumer Guide | *               |

Gish был встречен в основном восторженными отзывами. В месяц выхода альбома Крис Хейм из Chicago Tribune похвалил продюсера Бутча Вига за то, что он помог группе добиться «чётко определённого» и «большого, смелого, пробивного» звучания альбома. Хейм также отметил, что разнообразные стили альбома стали бы хорошим дополнением к альтернативной музыкальной культуре Чикаго того времени — культуре, которая иногда воспринималась как недоступная для новых групп. Джон Парелес из New York Times также отметил эклектичное сочетание музыкального стиля на Gish, дополнив его «сокрушительным хард-роком», «нежными интерлюдиями» и «психоделическими крещендо». Подводя итог музыкальных релизов 1991 года в конце года, Хейм отметил, что альбом стал «потрясающей местной историей успеха» для района Чикаго. Грег Кот, также из Chicago Tribune, назвал Gish «возможно, самым дерзким и совершенным» из всех альбомов 1991 года, выпущенных местными группами; в статье позже в том же году Кот включил альбом в число лучших 1991 года. В Rolling Stone охарактеризовали альбом как «внушающий благоговейный трепет» с «тщательно рассчитанным хаосом» и «бурлящей энергией».
Многие содержательные рецензии на Gish появились только после выхода альбома Siamese Dream в 1993 году, когда основные критики впервые заглянули в бэк-каталог группы, популярность которой стремительно росла. Дерек Вейлер из Toronto Star отметил, что песни на Gish содержали «либо скачущие риффы, либо туманные отклики», и что последние были особенно эффективными и занимательными.
В 1992 году Gish и The Smashing Pumpkins получили признание на Chicago Musician Awards, для получения которой местное музыкальное издание Illinois Entertainer опросило читателей и деятелей музыкальной индустрии Чикаго, таких как критики, писатели и владельцы клубов. В ходе отдельных опросов читатели и деятели индустрии выбрали Gish как «лучший местный альбом». Джимми Чемберлин и Джеймс Иха получили индивидуальные награды за свои выступления в альбоме, а группа в целом получила награду «лучший национальный концерт родного города».

## Список композиций
Слова и музыка всех песен — Билли Корган, за исключением отмеченных.
| №   | Название | Автор(ы)           | Длительность |
| --- | --- | ------------------ | ------------ |
| 1.  | «I Am One» | Корган, Джеймс Иха | 4:07         |
| 2.  | «Siva» |                    | 4:20         |
| 3.  | «Rhinoceros» |                    | 6:32         |
| 4.  | «Bury Me» |                    | 4:48         |
| 5.  | «Crush» |                    | 3:35         |
| 6.  | «Suffer» |                    | 5:11         |
| 7.  | «Snail» |                    | 5:11         |
| 8.  | «Tristessa» |                    | 3:33         |
| 9.  | «Window Paine» |                    | 5:51         |
| 10. | «Daydream» («Daydream» заканчивается на отметке 1:56. Скрытый трек под названием «I’m Going Crazy» начинается в 2:07) |                    | 3:08         |

| №   | Название                                 | Автор(ы)                                                                           | Длительность |
| --- | ---------------------------------------- | ---------------------------------------------------------------------------------- | ------------ |
| 1.  | «Starla» (2011 mix)                      |                                                                                    | 11:01        |
| 2.  | «Siva» (Peel Session)                    |                                                                                    | 4:49         |
| 3.  | «Honeyspider» (Reel Time Demos/2011 mix) |                                                                                    | 2:54         |
| 4.  | «Hippy Trippy» ("Crush" Music Box demo)  |                                                                                    | 3:33         |
| 5.  | «Snail» (live radio performance)         |                                                                                    | 5:48         |
| 6.  | «Plume» (2011 mix)                       | Corgan, Iha                                                                        | 3:34         |
| 7.  | «Bury Me» (Reel Time Demos/2011 mix)     |                                                                                    | 4:18         |
| 8.  | «Daydream» (Old House demo)              |                                                                                    | 2:05         |
| 9.  | «Tristessa» (Sub Pop single/2011 mix)    |                                                                                    | 3:48         |
| 10. | «Girl Named Sandoz» (Peel Session)       | Eric Burdon, Vic Briggs, John Weider, Barry Jenkins, Danny McCulloch (The Animals) | 3:35         |
| 11. | «Jesus is the Sun» (Apartment demo)      |                                                                                    | 2:55         |
| 12. | «Blue» (Gish sessions demo)              |                                                                                    | 4:07         |
| 13. | «Smiley» (Gish sessions demo)            |                                                                                    | 3:36         |
| 14. | «I Am One» (Reel Time Demos/2011 mix)    |                                                                                    | 4:21         |
| 15. | «Seam» ("Suffer" Apartment demo)         |                                                                                    | 4:09         |
| 16. | «La Dolly Vita» (2011 mix)               |                                                                                    | 4:18         |
| 17. | «Pulsczar» (Gish sessions demo)          |                                                                                    | 2:32         |
| 18. | «Drown» (alternative guitar solo)        |                                                                                    | 8:17         |

| №   | Название        | Длительность |
| --- | --------------- | ------------ |
| 1.  | «I Am One»      |              |
| 2.  | «Snail»         |              |
| 3.  | «Rhinoceros»    |              |
| 4.  | «Bury Me»       |              |
| 5.  | «Tristessa»     |              |
| 6.  | «Window Paine»  |              |
| 7.  | «Razor»         |              |
| 8.  | «Sookie Sookie» |              |
| 9.  | «Godzilla»      |              |
| 10. | «Crush»         |              |

## Участники записи
The Smashing Pumpkins
- Джимми Чемберлин — ударные
- Билли Корган — вокал, гитара, бас-гитара
- Джеймс Иха — гитара, вокал
- Д’арси Рецки — бас-гитара, вокал на «Daydream», дизайн обложки

Дополнительные музыканты
- Мэри Гейнс — виолончель на «Daydream»
- Крис Вагнер — альт и скрипка на «Daydream»

## Позиции в чартах
| Чарт (1991)              | Наивысшая позиция |
| ------------------------ | ----------------- |
| Billboard 200            | 195               |
| New Zealand Albums Chart | 40                |

## Сертификации
| Страна         | Организация | Статус     |
| -------------- | ----------- | ---------- |
| США            | RIAA        | Платиновый |
| Великобритания | BPI         | Серебряный |